# Franc Škofič
Franc Škofič (tudi Skofič), slovenski pravnik, dramatik in publicist, * 25. november 1848, Zgornji Kašelj, † 7. julij 1892, Škofja Loka.

## Življenjepis
Rodil se je očetu mizarju Antonu in materi Mini (rojena Kosanc). Škofič je na Dunaju študiral pravo, kjer je leta 1878 tudi promoviral. Po končanem študiju je služboval v raznih krajih, med drugim v Ljubljani, Novem mestu in nazadnje kot okrajni sodnik v Škofji Loki. Leta 1889 je bil med ustanovitelji društva Pravnik. Strokovna besedila je objavljal v Slovenskem pravniku, Koledarju Mohorjeve družbe in Slovenskih večernicah. Pisal pa je tudi politična, družbenokritična narodnoprebudna besedila.

## Literarno delo
Za Škofičevo dramatiko sta poleg odločnosti značilna tudi uporništvo in ironija. Politična drama Gospod s Preseka (Ljubljanski zvon, 1886) iz časa reformacije in kmečkih uporov prinaša trpko občutje nemškega pritiska v drugi polovici 19. stoletja ter obsoja slovensko krotkost in malodušje. V komediji Marí (Ljubljanski zvon, 1892) pa razkriva nasprotja v takratni slovenski družbi in slabosti človeških značajev.